# Einar Hákonarson

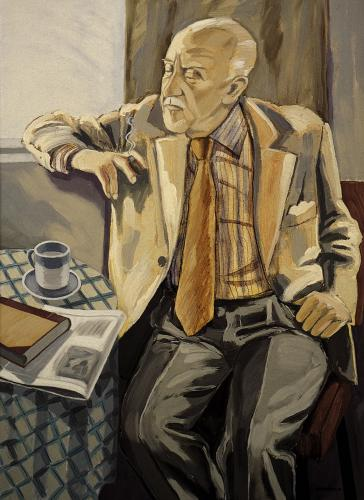
Halldór Laxness (Porträt von Einar Hákonarson)

Einar Hákonarson (* 14. Januar 1945 in Reykjavík) ist ein isländischer Maler und Grafiker.
Einar Hákonarson studierte 1960 bis 1964 am Icelandic College of Art and Crafts in Reykjavík. Anschließend wechselte er zur Valand School of Fine Arts in Göteborg, Schweden. Bereits während seiner Studienzeit beeindruckte ihn die Pop-Art, auch die Arbeiten der Künstler David Hockney und Francis Bacon beeinflussten ihn. Er lebt mit seiner Familie in Hólmavík und arbeitet in Reykjavík.
Einar gehörte 1984 und 1986 zum Komitee für den isländischen Pavillon auf der Biennale von Venedig.